# Caroline (canción de Aminé)
«Caroline» es una canción interpretada por el rapero y compositor estadounidense Aminé. Fue publicado el 9 de marzo de 2016 y producida por el mismo Aminé y Pasqué. Fue presentado como el primer sencillo de su álbum debut Good for You.

## Posicionamiento

### Listado semanal
| Listas (2016–17)                       | Posición |
| -------------------------------------- | -------- |
| Canadá (Canadian Hot 100)              | 33       |
| New Zealand (Recorded Music NZ)        | 16       |
| Philippines (Philippine Hot 100)       | 45       |
| Estados Unidos (Billboard Hot 100)     | 11       |
| Estados Unidos (Hot R&B/Hip-Hop Songs) | 5        |
| Estados Unidos (Mainstream Top 40)     | 30       |

### Listados de fin de año
| Listas (2017)                        | Posición |
| ------------------------------------ | -------- |
| US Billboard Hot 100                 | 60       |
| US Hot R&B/Hip-Hop Songs (Billboard) | 37       |
| US Rhythmic (Billboard)              | 28       |
| US Streaming Songs (Billboard)       | 39       |

## Certificaciones
| País | Certificación | Ventas    |
| --- | ------------- | --------- |
| Nueva Zelanda (RMNZ) | Oro           | 7500      |
| Estados Unidos (RIAA) | 4× Platino    | 4 000 000 |
| *las cifras de ventas sobre la base de la certificación por sí sola ^cifras de envíos sobre la base de la certificación por sí sola xcifras no especificadas sobre base de la certificación por sí sola |               |           |